# 綿田慎也
綿田 慎也（わただ しんや、1979年 - ）は、日本のアニメ演出家・監督。宮崎県出身。

## 来歴・人物
中央大学法学部卒業後、サンライズに入社。当初は制作進行を務めていたが、「焼きたて!!ジャぱん」にて演出デビューを果たし、以降は演出家としての活動が中心となる。

## 主な参加作品

### テレビアニメ
2000年
- 犬夜叉（制作進行）

2004年
- 焼きたて!!ジャぱん（制作進行、演出）

2005年
- CLUSTER EDGE（演出）

2006年
- ゼーガペイン（演出）
- 結界師（演出）

2008年
- 銀魂（絵コンテ、演出）
- テイルズ オブ ジ アビス（絵コンテ、演出）
- 機動戦士ガンダム00（演出）

2009年
- メタルファイト ベイブレード（演出）
- 犬夜叉　完結編（絵コンテ、演出）

2010年
- 咎狗の血（演出）
- 会長はメイド様!（演出）

2011年
- とある魔術の禁書目録II（演出）
- TIGER & BUNNY（演出）

2012年
- プリティーリズム・オーロラドリーム（演出）
- エリアの騎士（演出）
- 機動戦士ガンダムAGE（絵コンテ、演出）
- ソードアート・オンライン（演出）
- 絶園のテンペスト（演出）

2013年
- ラブライブ!（絵コンテ、演出）
- プリティーリズム・レインボーライブ（演出）
- アイカツ!（演出）
- ガンダムビルドファイターズ（絵コンテ、演出）
- ガンダム Gのレコンギスタ（演出）

2014年
- 棺姫のチャイカ（演出）
- アオハライド（絵コンテ、演出）
- ガンダムビルドファイターズトライ（監督、絵コンテ、演出）

2015年
- 機動戦士ガンダム 鉄血のオルフェンズ（絵コンテ、演出）

2016年
- 僕だけがいない街（絵コンテ、演出）
- おそ松さん（演出）
- 亜人ちゃんは語りたい（絵コンテ、演出）

2017年
- アイカツスターズ!（絵コンテ、演出）
- クラシカロイド（絵コンテ、演出）
- ラブライブ!サンシャイン!!（絵コンテ、演出）

2018年
- ガンダムビルドダイバーズ（監督、絵コンテ、演出）

2022年
- ラブライブ!スーパースター!!（演出）
- 機動戦士ガンダム 水星の魔女（副監督、絵コンテ、演出）

2023年
- アイドルマスター ミリオンライブ!（監督、絵コンテ）

2025年
- ロックは淑女の嗜みでして（監督・絵コンテ）

### 劇場アニメ
2004年
- 映画 犬夜叉 紅蓮の蓬莱島（制作進行）

2010年
- 劇場版 機動戦士ガンダム00 -A wakening of the Trailblazer-（演出）

2012年
- 劇場版 TIGER & BUNNY -The Beginning-（演出）

2013年
- 劇場版 TIGER & BUNNY -The Rising-（演出）

2015年
- アイカツ!ミュージックアワード みんなで賞をもらっちゃいまSHOW!（ディレクター、絵コンテ、演出）

2016年
- 劇場版アイカツスターズ!（監督、絵コンテ、演出）

2019年
- ラブライブ!サンシャイン!! The School Idol Movie Over the Rainbow（演出）

2021年
- フラ・フラダンス（監督、絵コンテ、演出）

### OVA
2010年
- 機動戦士ガンダムUC（絵コンテ、演出）

2013年
- 機動戦士ガンダムAGE MEMORY OF EDEN（監督、絵コンテ、演出）

### Webアニメ
2008年
- ペンギン娘♥はぁと（絵コンテ、演出）
- 亡念のザムド（演出）

2015年
- 機動戦士ガンダム サンダーボルト（演出）

2019年
- ガンダムビルドダイバーズRe:RISE（監督、絵コンテ、演出）

2022年
- 機動戦士ガンダム 鉄血のオルフェンズ　ウルズハント（演出）